# 뿌요뿌요! 15th 애니버서리
《뿌요뿌요! 15th 애니버서리》은 세가가 제작한 낙하형 퍼즐 게임이다.

## 게임플레이
- 뿌요뿌요

이 규칙은 상쇄가 없다. 1연쇄부터 7연쇄까지의 음성이 차례대로 출력된다. 소거 완료 후 예약된 방해뿌요가 남아있으면 필드에 나열된다. 6열 12행의 필드에서 제3열 천장에 뿌요가 닿으면 패배한다.
- 뿌요뿌요 2

이 규칙은 상쇄가 있으며, 연쇄가 가능한 만큼 소거를 하고도 예약된 방해뿌요가 남아있으면 방해뿌요가 필드에 나열된다.
- 뿌요뿌요 피버

기존과는 다르게 뿌요를 소거할 시 방해뿌요가 예약되어 있으면 상쇄 후 피버 카운트가 증가하며, 방해뿌요가 예약되지 않은 경우 피버 지속 시간이 1초 늘어난다. 또한 연쇄 종류가 더 다양해졌다. 6열 12행의 필드에서 제3열 또는 제4열의 천장에 뿌요가 닿으면 패배한다.
- 발굴

6단 난이도가 ‘중간맛’일 경우 필드에 방해뿌요가 쌓인 상태로 시작하며, 하단에 딱딱 방해뿌요에 싸인 별이 있다. 딱딱 방해뿌요는 주변에서 뿌요를 2번 소거해야 사라진다. 별을 소거하면 대량의 방해뿌요를 보낼 수 있다.
- 폭탄

방해뿌요 대신 폭탄이 내려온다. 폭탄은 4카운트가 지나면 폭발하며 폭탄과 함께 주변 8방향의 뿌요들이 딱딱 방해뿌요로 변한다.
- 대회전

10초(기본값)마다 필드가 180도 회전한다. 회전된 것으로 연쇄가 발생하면 공격력이 기본값의 1.5배가 된다. 연쇄도중 회전되어 계속 연쇄될 경우 공격력은 3배가 된다. 이 규칙은 전용 필드 배경이 있다.
- 서치라이트

규칙 자체는 뿌요뿌요 피버와 같으나, 필드가 어둡고, 천장에서 전등이 움직이며 필드의 일부를 밝힌다. 난이도에 따라 전등의 크기와 속도가 달라진다. 난이도를 ‘아주 매운맛’으로 선택하게 되면 전등이 켜지지 않는다.
- 계속 피버

게임 시작 시부터 모든 플레이어가 피버모드에 돌입하며, 방해뿌요 45단(270개)이 피버필드 밖에 보류된 상태로 시작한다. 처음부터 끝까지 피버 대결이며, 시작 시 난이도에 따라 연쇄 종류가 달라진다. 난이도가 ‘중간맛’일 경우 5연쇄 종에서 시작한다.
- 수중

수중에서 대결하며, 싹쓸이가 없다. 뿌요가 아래에서 누적되지 않고 위에서 수중으로 내려간다. 필드가 8단(중간맛일 경우)밖에 없으며, 6개의 열 중 하나라도 9단 이상 누적되면 패배한다.
- 얼음 뿌요

방해뿌요 대신 얼어붙은 색뿌요가 내려온다. 얼음뿌요는 옆에서 뿌요를 소거해 해동할 수도 있으며 3카운트(기본값)가 지나면 해동된다. 해동되면 일반뿌요가 되어 소거된다. 난이도에 따라 해동 속도에는 차이가 있다.
- 나조뿌요(퍼즐뿌요, 미션)

모두에게 특정 미션이 나오며, 그 미션을 먼저 달성하는 사용자가 포인트를 획득한다. 상대방보다 4개의 미션을 먼저 해결하면 승리한다.
- 데카뿌요

크기가 4배(가로 세로 2배) 큰 뿌요가 나오며, 필드가 18칸(3열 6단)으로 되어 있다. 싹쓸이가 없으며, 중앙열에 뿌요가 가득 차면 패배하게 된다. 여기서는 뿌요 3개(기본값)를 모으면 사라진다.
본작에서는 연쇄 음성 규칙이 기본 연쇄 음성 4개, 증폭 음성, 마무리 음성 5개로 통일되었다. 이에 따라 전작에서 기본 연쇄 음성이 5개였던 캐릭터는 5종류 중 1개가 삭제되었다. 이 예로, 라피나는 “알마쥬”, 아코르 선생은 “다카포”가 해당된다. 또한, 본작에서는 방해뿌요 반사 음성이 추가되었다. 그러나 “대회전” 규칙으로 진행할 때 연쇄가 끝나자마자 필드가 회전하면 연쇄 음성 규칙이 깨진다.

## 출시
2006년 12월 14일, 닌텐도 DS판이 처음 출시됐다. DS판의 경우 초기판에 저장 횟수가 255번이 되면 더 이상 저장할 수 없는 버그가 존재했다. 2007년 1월 20일 이를 수정한 개정판이 발매됐으며 세가 홈페이지에서 게임 버전을 확인할 수 있는 방법과 개선판으로 교환하는 방법에 대한 공지사항이 게시됐다.
- 닌텐도 DS : 2006년 12월 14일 (2007년 1월 13일에 수정판 발매)
- 플레이스테이션 2, 플레이스테이션 포터블 : 2007년 3월 21일
- Wii : 2007년 7월 26일
- 아이어플리 : 2009년 11월 30일
- S!어플리 : 2010년 8월 2일

## 참조

### 내용주
1. ↑  ぷよぷよ! 15th anniversary, 영어: Puyo Puyo! 15th Anniversary